# Iglesia de San Efisio
La Iglesia de San Efisio es un edificio religioso de la ciudad de Cagliari vinculado al culto del Santo más venerado del pueblo de Cagliari, el mártir Efisio.  
La Iglesia se encuentra subiendo la estrecha calle de San Efisio, al lado de la Iglesia de Sant’Anna, en el corazón del barrio de Stampace, un poquito más allà de la Iglesia de Santa Restituta. 

## Historia y descripción
La pequeña Iglesia fue construida en un estilo barroco: fue, de hecho, reconstruida al final del siglo XVIII sobre una construcción del siglo XVI, a su vez construida sobre una iglesia del siglo XIII. 
La Iglesia tiene una nave y tres capillas por lado. El presbiterio se eleva de algún escalón en relación con el suelo del área y está cerrado con una 
barandilla de mármol. En la pared trasera se eleva el altar mayor de mármol, donde en un nicho, dentro de un relicario de madera, están conservadas las reliquias del Santo. 
En la segunda capilla a la derecha está la estatua del Santo del siglo XVII, que es llevada en procesión hasta Nora.

## La cárcel
Bajo de la Iglesia de San Efisio hay una Cripta, excavada en la roca, que se piensa que pudo ser la cárcel donde fue aprisionado y torturado el Santo antes de su muerte. El pueblo cree que fue la cárcel donde fue encarcelado el Santo, antes de ser dirigido a Nora, un pequeño pueblo cerca de Pula, para ser decapitado. En realidad no hay ninguna prueba cierta, es más una tradición popular, una leyenda. Pero el descubrimiento de algunas monedas antiguas certifica la antigüedad del lugar, aunque es muy difícil decir con certeza que esta cripta alojó las primeras comunidades cristianas y fue realmente una cárcel. 
A la cárcel se accede a través de una porta situada a lado de la Iglesia donde hay unos escalones y se baja por 9 metros entre la cueva. Adentro hay uno pilar de mármol, llamado pilar del martirio, en esto pilar hay todavía un anillo de metal donde, según la tradición, estaba pegada la cadena del Santo. 
Arriba de la columna hay una pequeña estatua del Santo y en frente de esta hay un altar. La cárcel no está siempre abierta a las visitas, pero existe un proyecto para hacer mejoras y ofrecer la cárcel como museo, dada la importancia que el Santo tiene por el pueblo de Cerdeña. 
La fiesta del Santo se celebra el 1 de mayo y es la fiesta más grande de Cerdeña. Una procesión religiosa de 65 km a pie que llega hasta Nora, donde puedes admirar magníficos trajes tradicionales de cada parte de Cerdeña.